# Elbert (Kolorado)
Elbert – jednostka osadnicza w Stanach Zjednoczonych, w stanie Kolorado, w hrabstwie Elbert.